# Pelargonium campestre
Pelargonium campestre är en näveväxtart som först beskrevs av Christian Friedrich Frederik Ecklon och Zeyh., och fick sitt nu gällande namn av Ernst Gottlieb von Steudel. Pelargonium campestre ingår i släktet pelargoner, och familjen näveväxter. Inga underarter finns listade i Catalogue of Life.